# Eichoichemus lizbethae
Eichoichemus lizbethae là một loài ruồi trong họ Asilidae. Eichoichemus lizbethae được Ayala miêu tả năm 1978. Loài này phân bố ở vùng Tân nhiệt đới.